# 王仕尧
王仕尧（1951年—），河南封丘人，汉族，湖北建筑工业学院硅酸盐专业毕业。中华人民共和国政治人物、第十一届全国人民代表大会河南地区代表。
毕业于中央党校世界经济专业，是中共党员。2008年3月担任河南省水利厅厅长。2008年起担任全国人大代表。2011年6月任河南省人大常委会农村工作委员会副主任。